# Hortulanorum
Hortulanorum neboli nomen hortulanorum ve zkratce nom. hort. nejčastěji jenom hort. je označení botanického pojmenování, které nemá oficiální platnost a tedy taxonomickou hodnotu. Latinské hortulanorum je genitiv plurálu substantiva hortulanus = zahradník čili doslova „zahradníků“.

## Používání
Pokud se toto označení používá ve zkratce, musí se psát s malým „h“ na začátku, aby nečinilo dojem, že je zkratkou osobního jména, konkrétně by se mohlo jednat o irsko-britského botanika Fentona Horta.
Označují se tak pojmenování ve formě latinského binomického jména, která nebyla publikována v oficiálních publikacích dle mezinárodního kódu. Jsou to jména původně publikovaná v seznamech a cenících pěstitelů a obchodníků, ať tištěných nebo šířených nejrůznějšími médii, nebo i na jmenovkách v oficiálních či neoficiálních sbírkách. Někdy do této kategorie spadnou i taxony, které byly původně svými autory publikovány bez popisu, tj. jako nomen nudum nebo jako nomen provisorium, ale nebyly nikdy oficiálně popsány nebo nezískaly pojmenování jako kultivar. Také jména zkomolená (nomen confusum), pokud jsou zkomolena tak, že není zřejmý původní název, mohou být uváděna jako hortulanora.
Mezinárodní kód nijak nestanovil používání označení nomen hortulanorum.

### Příklady
- 1. Americký pěstitel Hummel vypěstoval křížence, který Poindexter popsal jako „Echinopsis imperialis Hummel ex Poind.“, odvolávaje se na Hummela jako autora názvu. Jelikož však popis nebyl formálně správný, a tudíž je neplatný, je třeba tento název používat v podobě „Echinopsis imperialis hort.“ nebo „Echinopsis × imperialis hort.“. Protože se na Poindexterův popis odvolával Backeberg, když tento taxon zařadil do nově vytvořeného hybridního rodu „× Trichoechinopsis“, nelze ani jeho kombinaci považovat za platnou a lze ji citovat jako „× Trichoechinopsis imperialis (Poind.) Backeb. ex hort.“ nebo „× Trichoechinopsis imperialis (Poind.) Backeb. nom. inval.“.

- 2. F. Ritter pojmenoval nalezený kaktus „Lobivia megacarpa n. n.“ v domnění, že se jedná o novou Lobivii. Později tyto rostliny přeřadil pod Echinopsis ayopayana, ale protože jím dovezené rostliny se od tohoto taxonu liší, jsou dále ve sbírkách jako „Lob. megacarpa hort.“ či správněji jako „Lob. megacarpa Ritter ex hort.“

- 3. Ve sbírkách se rozšířily rostliny Turbinicarpus klinkerianus pod zkomoleným jménem „Turbinicarpus lilinkeuiduus“. Pokud chceme toto jméno oficiálně presentovat a víme, že se jedná o zkomoleninu, uvedeme jej jako „T. lilinkeuiduus nom. conf.“ nebo, když odmítneme, že se jedná o zkomoleninu, tak „T. lilinkeuiduus hort.“ Tyto rostliny lze též uvádět jako „Turbinicarpus klinkerianus f. lilinkeuiduus hort.“, třebaže se nejedná o fenotypickou odchylku, ale pouze o pěstitelskou linii bez charakteristického znaku.

- 4. Ve sbírkách se rozšířily rostliny pod názvem „Mediolobivia mithis“. Rostliny neznámého původu nelze dodatečně platně popsat na jakékoli taxonomické úrovni. Tyto rostliny je nutno uvádět jako „Mediolobivia mithis hort.“ a v případě, že tento taxon zařadíme na nižší úroveň pod platný taxon, jako např. „.... var. mithis hort.“.